# Exocelina injiensis
Exocelina injiensis  (лат.) — вид жуков-плавунцов рода Exocelina (Copelatinae, Dytiscidae). 

## Распространение
Остров Новая Гвинея: Папуа — Новая Гвинея (Morobe Province, Menyamya, Inji Mountain, 07°14.26'S; 146°01.40'E, на высоте 1500 м).

## Описание
Мелкие водные жуки коричневого цвета, длина около 5 мм (от 3,4 до 3,9 мм), округло-овальной вытянутой формы тела; матовые. Усики 11-члениковые. Крылья хорошо развиты. Связаны с водой. Вид был впервые описан в 2016 году австрийским колеоптерологом Еленой Владимировной Шавердо (Helena Vladimirovna Shaverdo; Naturhistorisches Museum Wien, Вена, Австрия) и немецким энтомологом М. Балком (Michael Balke; Zoologische Staatssammlung München, Мюнхен Германия). Видовое название дано по месту обнаружения типовой серии.